# Arizaichthys adriaticus
Arizaichthys adriaticus è un pesce osseo estinto, appartenente ai gonorinchiformi. Visse nel Cretaceo superiore (Campaniano - Maastrichtiano, circa 72 milioni di anni fa) e i suoi resti fossili sono stati ritrovati in Italia.

## Descrizione
Questo pesce era di piccole dimensioni e non doveva superare i 5 centimetri di lunghezza. Era dotato di un corpo snello e allungato, terminante in una testa dalle fauci piccole. La pinna dorsale era posta a metà del corpo, e le pinne pelviche di piccole dimensioni erano poste direttamente al di sotto di essa. Arizaichthys era dotato di 42 vertebre, di cui 24 addominali e 18 caudali. Tra le caratteristiche di Arizaichthys vi erano l’etmoide laterale ben sviluppato, le mascelle, il vomere e il parasfenoide privi di denti, la mandibola corta e alta, il metapterigote atrofizzato, e l’opercolo di grandi dimensioni. Le pinne pettorali erano corte, con 16 raggi, mentre le pinne pelviche presentavano 9 raggi. Alcuni dei caratteri di questa specie sono plesiomorfici, ovvero sono considerati ancestrali nel'ambito dei gonorinchiformi.

## Classificazione
Arizaichthys è un membro arcaico dei gonorinchiformi, un gruppo di pesci teleostei attualmente rappresentato da poche specie ma un tempo molto più diffuso; in particolare, Arizaichthys è stato attribuito a una famiglia a sé stante (Arizaichthyidae). Arizaichthys adriaticus venne descritto per la prima volta da Louis Taverne nel 2009, sulla base di resti fossili ritrovati nella zona di Porto Selvaggio nei pressi di Nardò, in provincia di Lecce.